# BMW X3

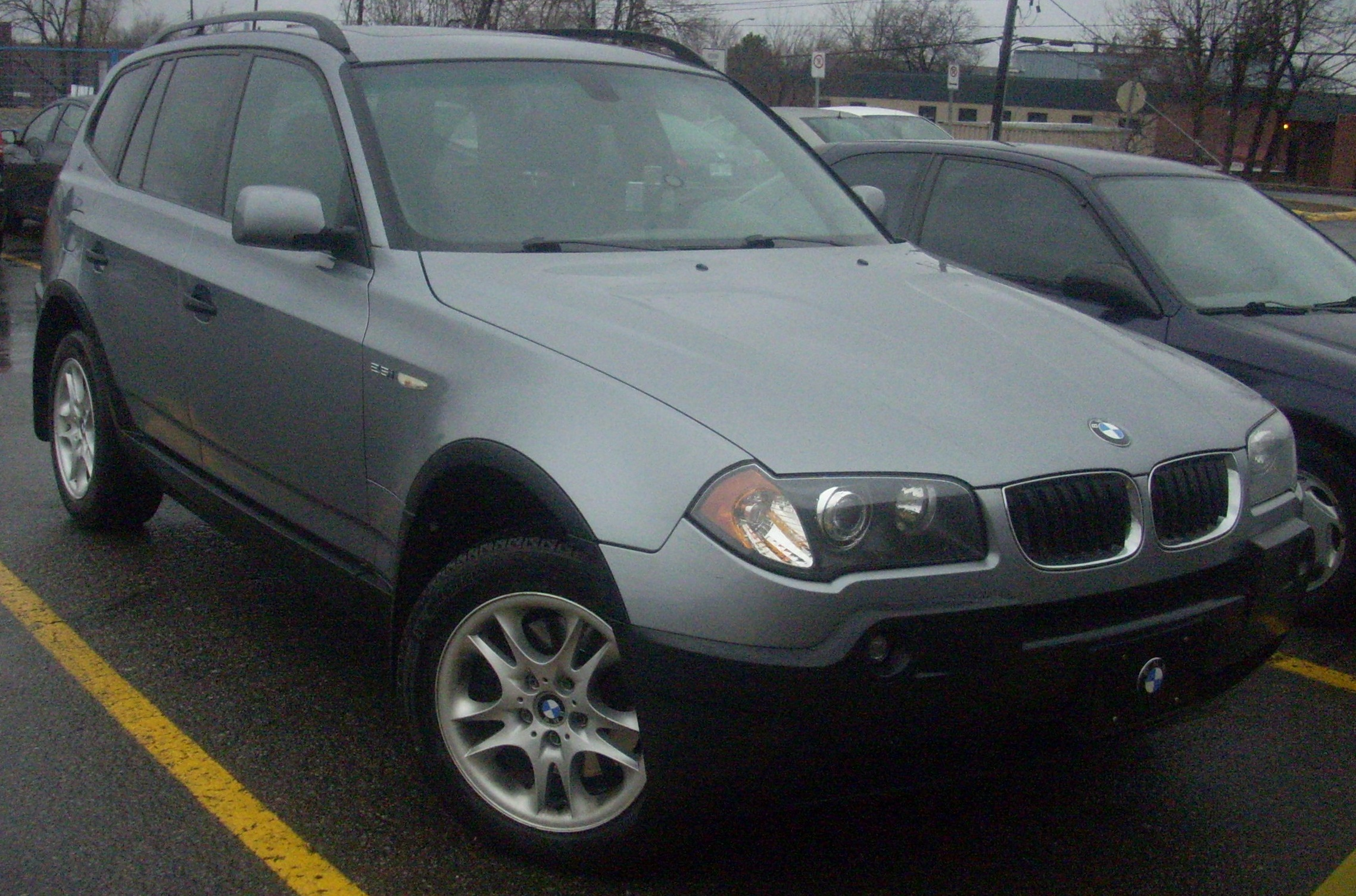
BMW X3 Faţă

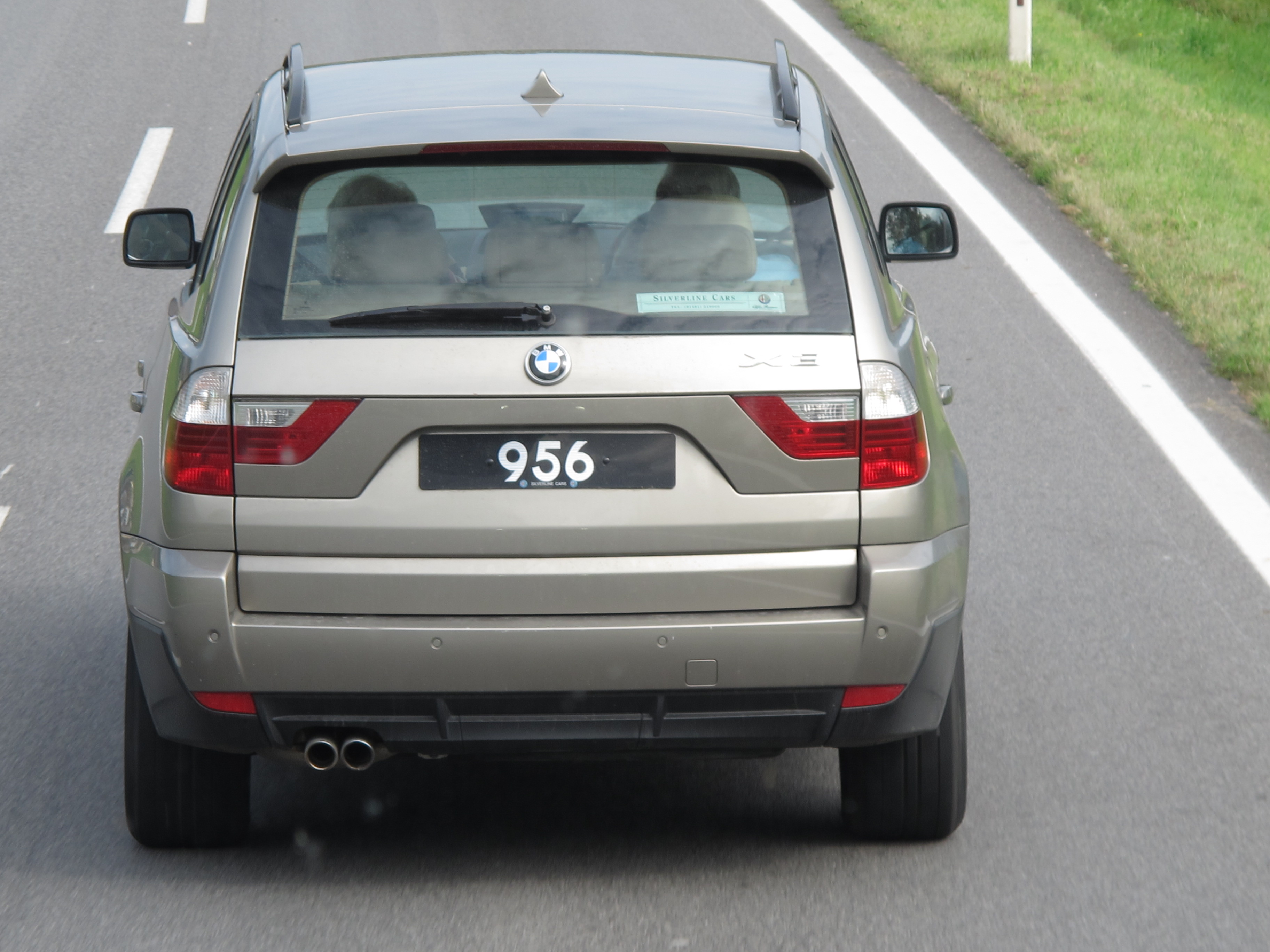
Spate BMW X3

BMW X3 este un vehicul crossover compact construit de marca auto germană BMW în 2003. Bazat pe platforma BMW seria 3, acum a ajuns la a doua generație. Compania l-a însemnat ca un vehicul crossover cu activitate sport, iar proprietarul companiei l-a numit purtător al liniei de vehicule X-line.
Prima generație de BMW X3 a fost proiectată de designeri BMW împreună cu Magna Steyr de la Graz Austria-cei care au fabricat toate modelele X3 sub licența BMW.
Vehiculele de a doua generație de X3 au fost fabricate la fabrica Spartanburg din Statele Unite, Carolina de Sud.